# Gilles Ségal
Gilles Ségal (Fălticeni, 13 gennaio 1929 – Francia, 11 giugno 2014) è stato un attore e drammaturgo rumeno naturalizzato francese.

## Biografia
Nato a Fălticeni, in Romania, il 13 gennaio 1929 (non nel 1932), Ségal e la sua famiglia si stabilirono in Francia agli inizi degli anni '30. Nel 1942, Segal e i suoi genitori furono arrestati e internati. Segal riuscì a fuggire, ma i suoi genitori furono deportati ad Auschwitz. 
Lavorò a lungo in teatro, cinema e televisione. Nel dopoguerra studiò come mimo con Marcel Marceau, con il quale si esibì in scena con delle pantomime al Théâtre de Poche Montparnasse.
I suoi primi ruoli al cinema risalgono alla fine degli anni '50 con Le Second Souffle (1959), di Yannick Bellon, il cortometraggio Et si c'était une sirène (1964) di Jean Schmidt, sceneggiato da lui stesso, il film Topkapi, sempre del 1964, diretto da Jules Dassin. Segal apparve anche in televisione in numerose produzioni a partire dal 1954. Tra le tante partecipazioni in varie serie tv non soltanto francesi lo si ricorda negli episodi di Madame le fuge, Caméra une première, Les amours des années folles, Cinéma 16, Il commissario Moulin, Julien Fontanes magistrat, Les cinq dernières minutes, Sei delitti per padre Brown, Les enquêtes du commissaire Maigret, L'Instit. 
Come drammaturgo scrisse fra l'altro The Puppetmaster of Lodz (Le marionnettiste de Lodz), messo in scena per la prima volta nel 1984. Nel 1996 vinse il Premio Molière di Miglior drammaturgo con la sua opera teatrale Monsieur et Monsieur Schpill Tippeton.
Morì nel 2014, all'età di 85 anni.

## Filmografia
- Le Second Souffle, regia di Yannick Bellon - cortometraggio (1959)
- Rêves de neige, regia di Jean-Jacques Languepin - cortometraggio (1960)
- Et si c'était une sirène, regia di Jean Schmidt - cortometraggio (1964) (anche come soggetto)
- Topkapi, regia di Jules Dassin (1964)
- Tretya molodost (La Nuit des adieux),  regia di Jean Dréville, Isaak Menaker (1965)
- Les comédiens dans la ville neuve, regia di Claude-Jean Bonnardot - cortometraggio (1965)
- Soleil Ô, regia di Med Hondo (1967)
- Happening, regia di Marc Boureau (1968)
- Ultime lettere da Stalingrado (Lettres de Stalingrad), regia di Gilles Katz (1969)
- Di pari passo con l'amore e la morte (A Walk with Love and Death), regia di John Huston (1969)
- La pazza di Chaillot (The Madwoman of Chaillot), regia di Bryan Forbes (1969)
- La confessione (L'Aveu), regia di Costa-Gavras (1970)
- Una stagione all'inferno, regia di Nelo Risi (1971)
- Léa l'hiver, regia di Marc Monnet (1971)
- Senza movente (Sans mobile apparent), regia di Philippe Labro (1971)
- Le Fusil à lunette, regia di Jean Chapot - cortometraggio (1972)
- Diritto d'amare (Le Droit d'aimer), regia di Éric Le Hung (1972)
- Ras le bol, regia di Michel Huisman (1973)
- Le Mariage à la mode, regia di Michel Mardore (1973)
- Quelli della banda Beretta (Le Gang des otages), regia di Édouard Molinaro (1973)
- I santissimi (Les Valseuses), regia di Bertrand Blier (1974) (non accreditato)
- Les Fleurs du miel, regia di Claude Faraldo (1976)
- Les Fougères bleues, regia di Françoise Sagan (1977)
- Due volte donna (Mon premier amour), regia di Élie Chouraqui (1978)
- L'Ombre et la Nuit, regia di Jean-Louis Leconte (1980)
- Bobo la tête, regia di Gilles Katz (1980) (anche come soggetto)
- Ils appellent ça un accident, regia di Nathalie Delon (1982)
- Enigma, regia di Jeannot Szwarc (1982)
- Le Jupon rouge, regia di Geneviève Lefebvre (1987)
- Le Coup suprême, regia di Jean-Pierre Sentier (1992)
- Lumière noire, regia di Med Hondo (1994)
- Watani, un monde sans mal, regia di Med Hondo (1998)
- En ce temps-là, l'amour..., regia di Irène Jouannet (2004) (anche come soggetto)
- Hellboy, regia di Guillermo del Toro (2004)
- La Maison de Nina, regia di Richard Dembo (2005)
- Rémission, regia di Olivier Meyrou - cortometraggio (2007)
- Hellboy: The Golden Army, regia di Guillermo del Toro (2008)
- Millefeuille, regia di Christian Sonderegger - cortometraggio (2009)
- Une exécution ordinaire, regia di Marc Dugain (2010)
- Peintre en résidence, regia di Christophe Gand - cortometraggio (2010)

## Televisione
- Der Mantel, regia di Ruprecht Essberger - film TV (1954)
- Le Vol du Goéland, regia di Jean Kerchbron - film TV (1969)
- Les Eaux Mêlées, regia di Jean Kerchbron  - film TV (1969)
- L'Atlantide, regia di Jean Kerchbron  - film TV (1972)
- La Lumière Noire, regia di Pierre Viallet - film TV (1972)
- La Bonne Conscience, regia di Gilles Katz - film TV (1973)
- La Regrettable Absence de Terry Monaghan, regia di Pierre Viallet - film TV (1973)
- Le Juge et Son Bourreau'', regia di Daniel Le Comte - film TV (1974)
- Les grands détectives - serie TV (1975, episodio Monsieur Lecocq)
- Les Rosenberg ne Doivent pas Mourir, regia di Stellio Lorenzi - film TV (1975)
- Le Gentleman des Antipodes, regia di Boramy Tioulong - film TV (1976)
- Les Pirates de la Mer (1978)
- Madame le juge - serie TV (1978, episodio Le dossier Françoise Muller)
- L'Homme au Petit Chien, regia di Jean-Marie Degèsves - film TV (1979)
- Les Incorrigibles - miniserie TV (1980)
- Les Chevaux du Soleil - serie TV (1980)
- Caméra une première - serie TV (1980, episodio Nous ne l'avons pas assez aimée)
- Les amours des années folles - serie TV (1980, episodio L'homme à l'hispano)
- Cinéma 16  - serie TV (1982, episodio Quelque chose dans son rêve) (come Gilles Segal)
- L'Afrique, c'est Loin, regia di Maurice Chateau - film TV (1982)
- Il commissario Moulin (Commissaire Moulin) - serie TV (1982, episodio Un hanneton sur le dos) (come Gilles Segal)
- The Year of the French - miniserie TV (1982, 6 episodi)
- Les cinq dernières minutes - serie TV (1982/1988, 2 episodi)
- Les Beaux Quartiers, regia di Jean Kerchbron  - film TV (1983)
- Les Lendemains qui Chantent, regia di Jacques Fansten - film TV (1985)
- Brigade Verte - serie TV (1985, 5 episodi)
- Nazi Hunter: The Beate Klarsfeld Story, regia di Michael Lindsay-Hogg - film TV (1986)
- Julien Fontanes, magistrat - serie TV (1987, episodio Le couteau sous la gorge)
- Moselbrück - serie TV (1987, 5 episodi)
- Sei delitti per padre Brown - serie TV (1988, episodio Il destino dei Ghisalberti)
- Anges de Loups - serie TV (1988)
- Les enquêtes du commissaire Maigret - serie TV (1988, episodio Maigret et l'homme dans la rue)
- Billy, regia di Marcel Bluwal - film TV (1991)
- Le Miel Amer, regia di Maurice Frydland - film TV (1991)
- Un Ballon dans la Tête, regia di Michaëla Watteaux - film TV (1992)
- L'instit - serie TV (1993, episodio Les chiens et les loups)
- J'aime pas qu'on m'aime, regia di Stéphane Kurc - film TV (1993)
- L'Année de Mes Sept Ans, regia di Irène Jouannet - film TV (2003)